# Keidi Bare
Keidi Bare, född 28 augusti 1997, är en albansk fotbollsspelare som spelar för Real Zaragoza.

## Klubbkarriär
Den 22 september 2020 värvades Bare av Segunda División-klubben Espanyol, där han skrev på ett fyraårskontrakt. Den 26 juli 2024 värvades Bare av Segunda División-klubben Real Zaragoza, där han skrev på ett treårskontrakt.

## Landslagskarriär
Bare debuterade för Albaniens landslag den 26 mars 2018 i en 1–0-förlust mot Norge, där han i slutet av första halvlek blev inbytt mot skadade Kamer Qaka.